# Pachycondyla henryi
Pachycondyla henryi is een mierensoort uit de onderfamilie van de Ponerinae. De wetenschappelijke naam van de soort is voor het eerst geldig gepubliceerd in 1942 door Donisthorpe.